# Powstanie chłopskie w Finlandii (1596–1597)

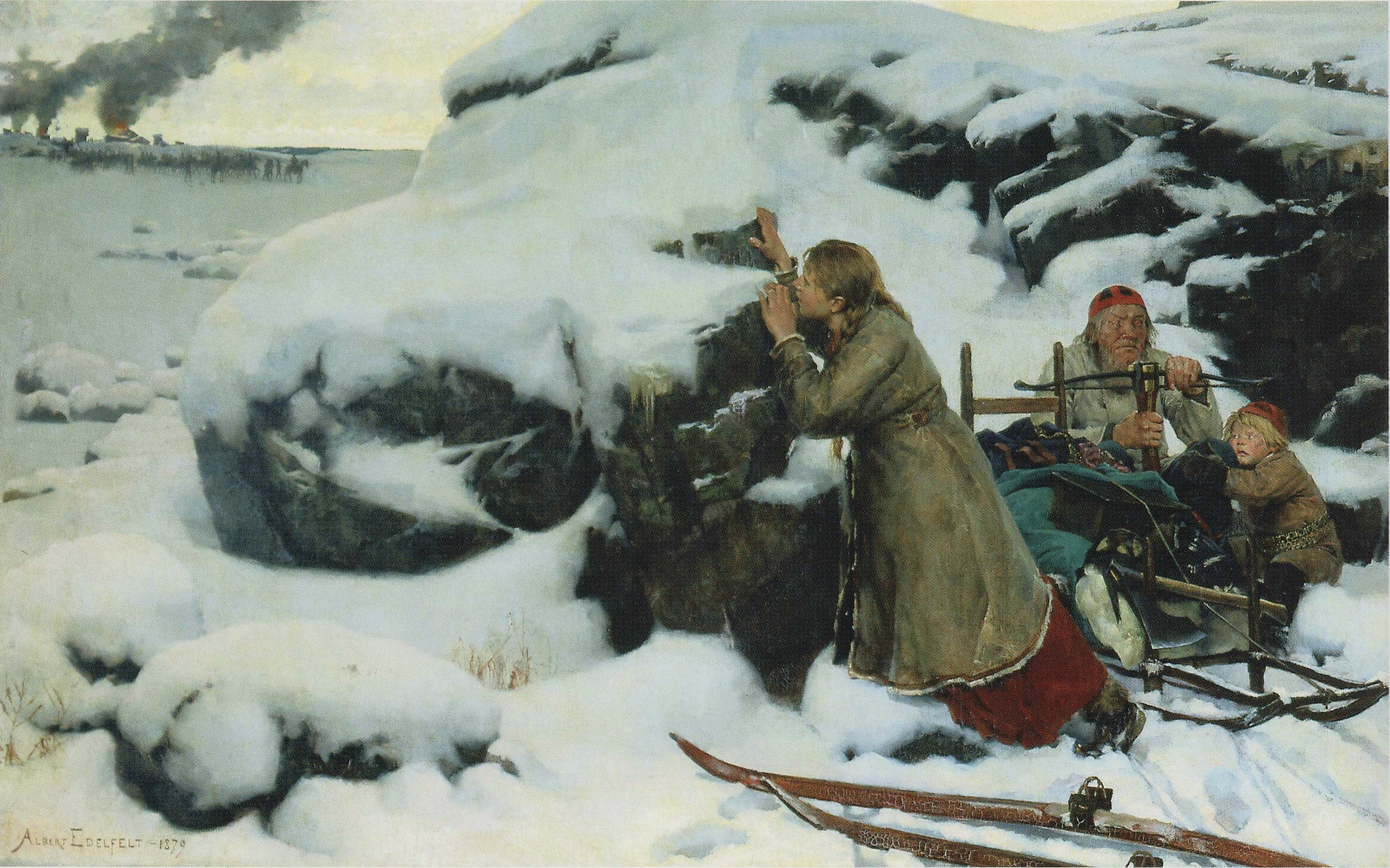
Albert Edelfelt, Spalona wieś

Powstanie chłopskie w Finlandii (zwane Wojną drągów, fin. Nuijasota, szw. Klubbekriget) – trwające w okresie od 25 listopada 1596 do 24 lutego 1597 powstanie fińskich chłopów przeciwko wprowadzeniu osobistego poddaństwa i konieczności dostarczania kontyngentów na rzecz wojska, główną bazą powstańców było miasteczko Nokia.
Początkowo powstańcy odnieśli kilka mało znaczących sukcesów w starciach z małymi oddziałami jazdy, ostatecznie zostali rozbici przez wojska Klausa Fleminga 1-2 lutego 1597 roku, a ich przywódca, Jaakko Ilkka, po początkowej ucieczce został pojmany i stracony.
Pod koniec miesiąca wybuchły jeszcze krótkotrwałe starcia w drugiej fali powstania, w okolicach Ilmajoki. Zostały stłumione do 24 lutego, łącznie w walkach zginęło ok. 3 000 ludzi.